# Lijst van premiers van Swaziland
Hieronder staat een chronologische lijst van premiers van Swaziland. Premiers zijn partijloos, aangezien politieke partijen sedert 1973 verboden zijn in het land. Enkel de eerste premier, Makhosini Dlamini, was (tot 1973) aangesloten bij een politieke partij, zijnde de Imbokodvo National Movement.

## Premiers van Swaziland (1967 - heden)
| Naam                         | Start ambtstermijn | Einde ambtstermijn |
| ---------------------------- | ------------------ | ------------------ |
| Makhosini Dlamini            | 16 mei 1967        | 31 maart 1976      |
| Maphevu Dlamini              | 31 maart 1976      | 25 oktober 1979    |
| Ben Nsibandze (waarnemend)   | 25 oktober 1979    | 23 november 1979   |
| Mabandla Dlamini             | 23 november 1979   | 25 maart 1983      |
| Bhekimpi Dlamini             | 25 maart 1983      | 6 oktober 1986     |
| Obed Dlamini                 | 6 oktober 1986     | 25 oktober 1993    |
| Andreas Fakudze (waarnemend) | 25 oktober 1993    | 4 november 1993    |
| Jameson Mbilini Dlamini      | 4 november 1993    | 8 mei 1996         |
| Sishayi Nxumalo (waarnemend) | 8 mei 1996         | 26 juli 1996       |
| Barnabas Sibusiso Dlamini    | 26 juli 1996       | 29 september 2003  |
| Paul Shabangu (waarnemend)   | 29 september 2003  | 26 november 2003   |
| Themba Dlamini               | 26 november 2003   | 18 september 2008  |
| Bheki Dlamini (waarnemend)   | 18 september 2008  | 23 oktober 2008    |
| Barnabas Sibusiso Dlamini    | 23 oktober 2008    | 5 september 2018   |
| Vincent Mhlanga (waarnemend) | 5 september 2018   | 29 oktober 2018    |
| Ambrose Mandvulo Dlamini     | 29 oktober 2018    | 13 december 2020   |
| Themba Masuku (waarnemend)   | 13 december 2020   | 19 juli 2021       |
| Cleopas Dlamini              | 19 juli 2021       | 28 september 2023  |
| Mgwagwa Gamedze (waarnemend) | 28 september 2023  | 3 november 2023    |
| Russell Dlamini              | 3 november 2023    |                    |